# Estadio Insular

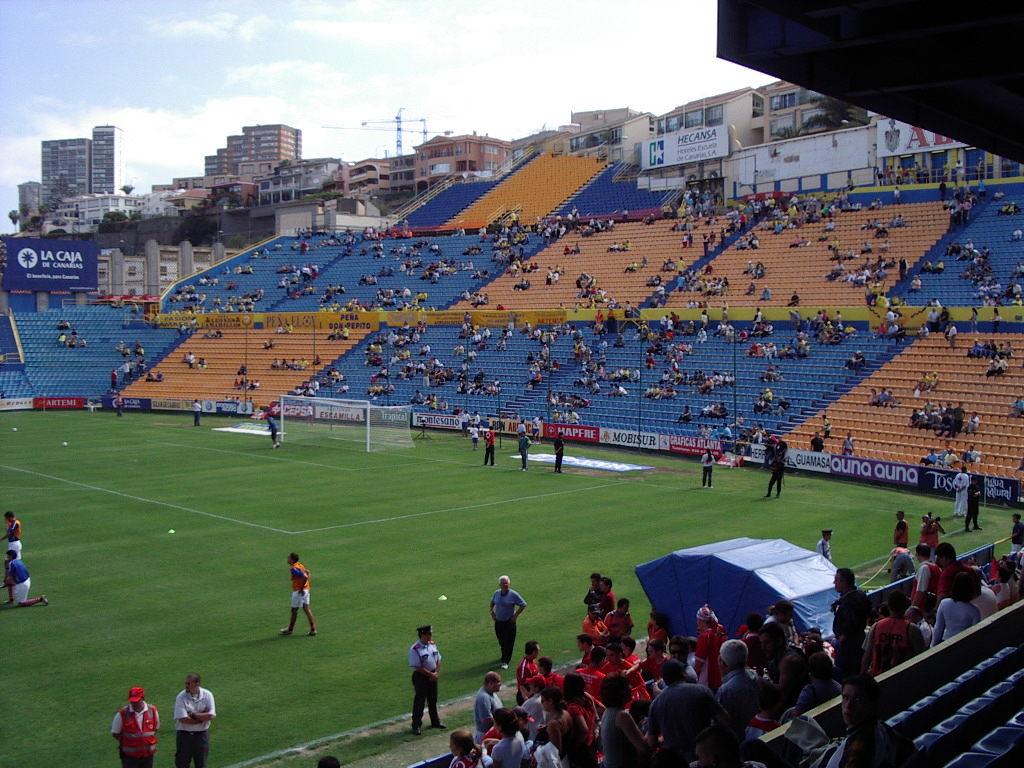
Grada Curva del Estadio Insular, el 7 de junio de 2003

El Estadio Insular fue un recinto deportivo de titularidad pública, ubicado en el barrio de Ciudad Jardín de Las Palmas de Gran Canaria, España. Inaugurado en 1944, fue el estadio habitual en el que ejerció como local la Unión Deportiva Las Palmas hasta el año 2003, cuando el club se trasladó al Estadio de Gran Canaria, en el barrio de Siete Palmas. Desde 2016 es un parque urbano que conserva dos de sus gradas.

## Historia
Fernando Delgado fue el arquitecto que proyectó la obra y Alfredo Farray el constructor. En un primer momento, el estadio fue creado para el Marino Fútbol Club (un equipo que, en 1949, se fusionó con el C. D. Gran Canaria, el Atlético Club, el Real Club Victoria, y el Arenas Club, para fundar la Unión Deportiva Las Palmas), de ahí que en aquellos momentos se le llamara «Campo del Marino», aunque su nombre oficial fue «Estadio Las Palmas».
Tras siete meses de trabajo, con turnos de 24 horas, se inauguró el 25 de diciembre de 1944 con un partido entre la «Selección de Las Palmas» y la «Selección del Puerto», que acabó decantándose por un marcador de 2-1 a favor de los de Las Palmas. En el momento de su inauguración, el recinto contaba con una capacidad de 8000 espectadores. En 1951 se amplió hasta llegar a las 22 000 plazas, tras la compra del estadio por parte del Cabildo de Gran Canaria. Las medidas del terreno de juego eran de 105 metros de largo por 68 de ancho.
Pocos meses después de fundarse la Unión Deportiva Las Palmas, el Estadio Insular acogió el primer partido disputado por el equipo amarillo, celebrado el 9 de octubre de 1949 con una selección del puerto como adversario.
El último partido oficial disputado por Las Palmas en el Estadio Insular fue el 29 de junio de 2003, frente al Elche C. F., un equipo que había sido "talismán" para el equipo amarillo, al conseguir frente a ellos sus dos últimos ascensos, hasta entonces (a Segunda División en 1996, y a Primera División en el 2000). Este encuentro acabó con 4-1 favorable a los canarios.
Sin embargo, el último partido oficial jugado en el recinto de Ciudad Jardín, lo disputaron el filial amarillo frente al Laguna, en un encuentro de Tercera División que acabó sin goles.
El 24 de agosto del mismo año, la Unión Deportiva jugó contra el Club Atlético Peñarol de Montevideo que estaba de gira europea, cayendo derrotado por 1-3, siendo su cierre definitivo como coliseo deportivo.

### Actualidad

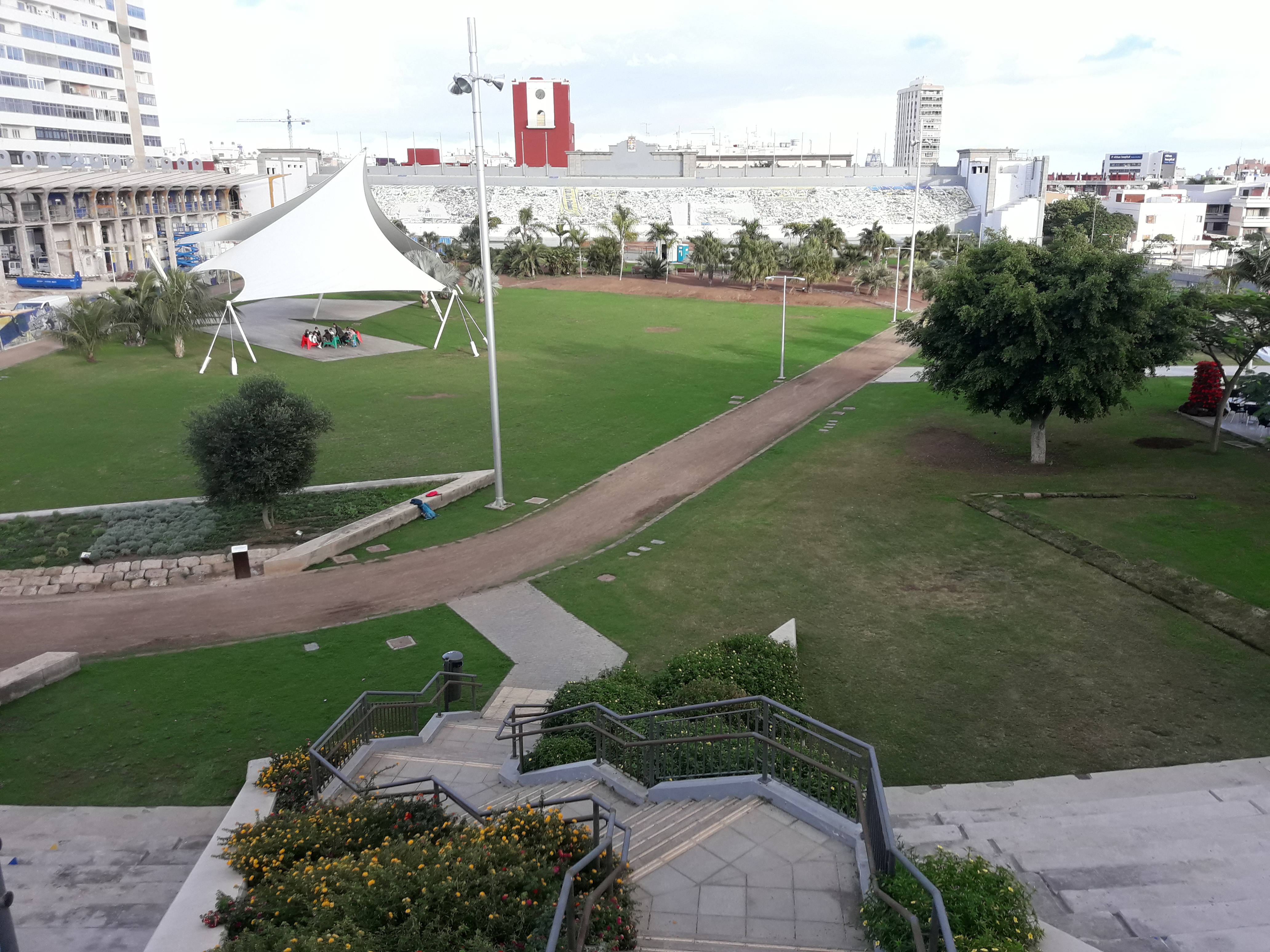
Parque del estadio Insular. Vista desde la antigua grada Curva

El Estadio Insular siguió en pie durante once años en su parcela de Ciudad Jardín en un estado de gran deterioro. Inicialmente se especuló con la posibilidad de demolerlo y construir una zona comercial y de ocio, si bien la alternativa que tomó efecto fue la de reconvertirse en un gran parque urbano, conservando tres de sus fachadas originales. Las obras, por fin comenzaron el 29 de mayo de 2014 con la demolición de parte de su estructura. Finalmente el 12 de mayo de 2016 se abrió al público, diseñado como un homenaje al equipo de fútbol de la ciudad, con lonas decoradas con imágenes de sus jugadores y momentos históricos, la presencia constante de los colores amarillo y azul y una escultura de acero en forma de balón de fútbol.
El parque posee 6000 metros cuadrados de césped y 2300 metros cuadrados de zona arbolada, sobre todo, palmeras de 48 especies diferentes. Consta también de una zona deportiva con canchas y aparatos deportivos biosaludables al aire libre y un circuito de running de 300 metros. Así mismo existe un parque infantil de 1600 metros cuadrados y diversos servicios de restauración.

## Partidos internacionales

### Selección española
La selección española ha disputado siete encuentros en Gran Canaria, los primeros cuatro en el Estadio Insular. La primera presencia se produjo el 19 de octubre de 1972 frente a Yugoslavia (2-2), en partido de clasificación para el Mundial de 1974. Posteriormente, se jugaron tres encuentros amistosos frente a la URSS en 1986 (2-0), México en 1993 (1-1) y Noruega en 1996 (1-0).
| Clasificación Mundial 1974; 19 de octubre de 1972 | España                   | 2:2 (1:1) | Yugoslavia      |                    |                    |
|                                                   | Amancio 30' · Asensi 90' |           | Bajevic 42' 50' | Árbitro(s): Walker | Árbitro(s): Walker |

| Amistoso; 22 de enero de 1986 | España                 | 2:0 (1:0) | Unión Soviética |                         |                         |
|                               | Salinas 24' · Eloy 85' |           |                 | Árbitro(s): Rosa Santos | Árbitro(s): Rosa Santos |

| Amistoso; 27 de enero de 1993 | España   | 1:1 (0:1) | México     |                            |                            |
|                               | Toni 73' |           | Suárez 44' | Árbitro(s): Roethlisberger | Árbitro(s): Roethlisberger |

| Amistoso; 7 de febrero de 1996 | España   | 1:0 (1:0) | Noruega |                    |                    |
|                                | Kiko 45' |           |         | Árbitro(s): Nicchi | Árbitro(s): Nicchi |